# Pont-de-Salars
Pont-de-Salars è un comune francese di 1 704 abitanti situato nel dipartimento dell'Aveyron nella regione dell'Occitania.

## Storia

### Simboli
Vi è raffigurato il ponte sul Viaur e le trote che si trovano nelle acque del fiume. Al centro dello scudo, lo stemma scolpito nell'oratorio di Saint Georges de Camboulas che reca il morso del cavallo di san Giorgio.

## Società

### Evoluzione demografica
Abitanti censiti